# Mark Christopher Lawrence
Mark Christopher Lawrence est un acteur, producteur et scénariste américain, connu principalement pour son rôle de Michael « Big Mike » Tucker dans la série télévisée Chuck.

## Biographie
Né le 22 mai 1964 à Los Angeles, en Californie, Mark Lawrence a 3 frères et 1 sœur.

## Filmographie
- 1988 : un ouvrier de construction dans Caddyshack 2 (sortie directement en DVD en France)
- 1989 : Attila dans Listen to Me
- 1991 : un infirmier de la clinique psychiatrique dans Terminator 2 : le Jugement dernier
- 1991 : un Flic dans Chucky 3
- 1993 : Jack Spays dans 12 h 01, prisonnier du temps (téléfilm)
- 1994 : Tone Def dans Fear of a Black Hat
- 1995 : Rono dans USS Alabama
- 1995 : Gardien de prison dans Tales from the Hood
- 1997 : Rollo dans Le Nouvel Espion aux pattes de velours (sortie directement en DVD en France)
- 1997 : le 3e frère dans Sprung (sortie directement en DVD  en France)
- 1998 : Propriétaire du magasin de perruque dans Supersens
- 1999 : Manager de Molly dans Molly (sortie directement en DVD en France)
- 1999 : Fats Domino dans Amours et rock'n' roll (téléfilm)
- 2000 : E.J. dans Retiring Tatiana (sortie directement en DVD en France)
- 2001 : Un ami à la fête de Léo dans La Planète des singes
- 2001 : 4e homme dans L'amour n'est qu'un jeu (sortie directement en DVD)
- 2001 : Simms dans K-PAX : L'Homme qui vient de loin
- 2003 : Danny G. dans Lost Treasure: Le Trésor perdu (téléfilm)
- 2004 : Christopher Mello dans Garfield (film)
- 2004 : Pop dans Tiger Cruise (téléfilm)
- 2004 : Wes Trogden dans Un Noël de folie !
- 2005 : Wesley dans Fair Game (sortie directement en DVD en France)
- 2005 : un ouvrier de construction dans The Island
- 2005 : le père de Calvin dans Calvin et Tyco (sortie directement en DVD en France)
- 2005 : Sergent Duty dans Un petit pas vers le bonheur (téléfilm)
- 2006 : Wayne dans À la recherche du bonheur
- 2009 : Landlord dans Silverlake Video: The Movie
- 2009 : Député Fred King dans Halloween 2
- 2010 : Dr Petesmith dans Speed Dating
- 2014 : Cooties : M. Pederson
- 2017 : Circus Kane : Billy

### Court métrage
- 1998 : Lil'Ass Gee dans Caught in the Spray
- 2001 : rôle inconnu dans Go with the Fro
- 2007 : Donovan dans The Club
- 2010 : Jim dans Sudden Death!

### Séries télévisées
- 1991 : un mari dans Roc (1 épisode)
- 1992 : rôle inconnu dans Femmes d'affaires et dames de cœur (1 épisode)
- 1992 : M. Powell dans Evening Shade (1 épisode)
- 1992 / 1994 : Skycap / Boss dans Seinfeld (2 épisodes)
- 1993 : Garde de sécurité dans Martin (1 épisode)
- 1994 : Trekker dans Murphy Brown (1 épisode)
- 1995 : Fletcher Williams dans The George Wendt Show (6 épisodes)
- 1996 : Chris dans The Show (2 épisodes)
- 1996 : rôle inconnu dans Men Behaving Badly (1 épisode)
- 1996 : Barman dans Troisième planète après le Soleil (1 épisode)
- 1997 : Big Dave dans Coach (1 épisode)
- 1997 : M. Kirkpatrick dans Sister, Sister (1 épisode)
- 1998 : Hank dans Kelly Kelly (1 épisode)
- 1998 : Squires dans Malcolm et Eddie (1 épisode)
- 2000 : Hank dans Les Anges du bonheur (1 épisode)
- 2000 : 1er Shérif dans Malcolm (1 épisode)
- 2001 : Tony dans Oui, chérie ! (1 épisode)
- 2001 : Arnold dans Dharma et Greg (1 épisode)
- 2001 : Matt dans Emeril (1 épisode)
- 2003 : Bill dans The Mullets (5 épisodes)
- 2004 : Rob Morton dans Preuve à l'appui (1 épisode)
- 2004 : Duane dans Parents à tout prix (1 épisode)
- 2004 : Barman dans Reba (1 épisode)
- 2004 : Moe dans Center of the Universe (1 épisode)
- 2005 : John dans Hot Properties (1 épisode)
- 2006 : Jack Knox dans Earl (1 épisode)
- 2006 : Mike dans Weeds (1 épisode)
- 2007 : M. Lamont dans Heroes (1 épisode)
- 2007 - 2012 : Chuck : Michael Tucker alias « Big Mike » (87 épisodes)
- 2012 : Rob Adams, père de Wade "Unique" Adams dans Glee

(Source : IMDB)